# Árpád Tőzsér
Árpád Tőzsér (* 6. října 1935, Gemerské Petrovce) je maďarsko–slovenský básník; literární historik, kritik a teoretik; překladatel z češtiny, francouzštiny, polštiny, ruštiny a slovenštiny do maďarštiny; univerzitní pedagog; významná osobnost maďarské menšiny a na Slovensku.

## Biografie
Narodil se v roce 1935 v etnicky maďarské obci Gemerské Petrovce (maďarsky Gömörpéterfala) na maďarských státních hranicích v tehdejším Československu. V roce 1954 odmaturoval na maďarském gymnáziu v Komárně. V roce 1960 absolvoval studium se specializací maďarština–slovenština na Vysoké pedagogické škole v Bratislavě. V letech 1960 až 1965 byl redaktorem magazínu A Hét, mezi lety 1965 až 1971 redaktorem Irodalmi Szemle. V letech 1971 až 1976 vyučoval jako odborný asistent na katedře maďarského jazyka a literatury na Vyšší pedagogické škole v Nitře. Mezi lety 1976 až 1991 byl vedoucím redakce slovenského literárního překladu nakladatelství Madách Könyvkiadó v Bratislavě a od roku 2002 jejím redaktorem. V letech 1991 až 2002 bádal a vyučoval jako odborný asistent na Univerzitě Komenského v Bratislavě. Mezi lety 1998 až 1999 působil jako prezident Spolku maďarských spisovatelů na Slovensku. Od roku 2005 je člen Maďarské akademie umění.

## Soukromý život
Jeho otcem byl István Tőzsér, matkou Julianna Sándor.
V roce 1974 se oženil s Erzsébet Kállay. Mají dva syny, Istvána a Árpáda, oba narozené v roce 1975.

## Dílo
Pro začátek jeho tvorby jsou charakteristické: blízký vztah k přírodě, prožitek krajiny, morálním závazky spojené s tradicemi a historií a tónem připomínajícím Endre Adyho. Svůj temperament později spojil s analytickým způsobem vidění, využívá stimulaci střízlivé objektivity a kombinuje ji s bohatou obrazotvorností. Jeho intelektuální poetická skladba je spojena experimentálním a inovativním záměrem. Píše poezii, literární kritiku a eseje, pravidelně překládá do rodné maďarštiny českou, francouzskou, polskou, ruskou a slovenskou literaturu. Je zastáncem literární autonomie.

### Básnické sbírky
- Mogorva csillag; Szlovákiai Szépirodalmi, Bratislava, 1963
- Kettős űrben. Versek; Tatran–Szépirodalmi, Bratislava–Budapest, 1967
- Érintések (1972)
- Genezis (1979, 2006)
- Adalékok a Nyolcadik színhez (1982)
- Na brehu papiera; do slovenštiny přeložili: Vojtech Kondrót, Marta Podhradská, Mila Haugová; Slovenskí spisovatel, Bratislava, 1982 (Nová poézia)
- Körök. Válogatott versek 1953–1982; Madách, Bratislava, 1985 (Csehszlovákiai magyar írók)
- Történetek Mittel úrról, a gombáról és a magánvalóról (1989)
- Mittelszolipszizmus. 1994–1972; Széphalom Könyvműhely, Budapest, 1995
- Leviticus. Új versek; Argumentum, Budapest, 1997
- Négy negyed (1999)
- Finnegan halála. Új versek; Kalligram, Pozsony, 2001
- Tanulmányok költőportrékhoz. Új és kevésbé új versek a versről és költőkről; Széphalom Könyvműhely, Budapest, 2004
- Tőzsér Árpád legszebb versei (2005)
- Léggyökerek. Új versek; Helikon, Budapest, 2006
- Csatavirág. Lét-dalok; Kalligram, Pozsony, 2009
- A vers ablakán kihajolva. Válogatott versek; Palatinus, Budapest, 2010
- Fél nóta. Versek; Kalligram, Pozsony, 2012
- Erről az Euphorboszról beszélik. Összegyűjtött versek, 1963–2012; Kalligram–Kalligram Polgári Társulás, Pozsony–Dunaszerdahely, 2015
- Imágók. Új versek, 2012–2016; Kalligram–Kalligram Polgári Társulás, Pozsony–Dunaszerdahely, 2016
- Lélekvándor. Új versek, 2017–2018; Kalota Művészeti Alapítvány–Napkút, Budapest, 2019
- Suttogások sötétben. Új versek és versesszék, 2019–2021; Kortárs, Budapest, 2021 (Kortárs vers)

### Deníky
- Szent Antal disznaja. Naplók naplója; Kalligram, Pozsony, 2008
- Érzékek csőcseléke. Naplók (1998–2000) naplója; Kalligram, Pozsony, 2011
- A kifordított ember. Naplók (2001–2004) naplója; Kalligram–Kalligram Polgári Társulás, Pozsony–Dunaszerdahely, 2013
- Einstein a teremtést olvassa. Naplók (2005–2007) naplója; Kalligram–Kalligram Polgári Társulás, Pozsony–Dunaszerdahely, 2015

### Drama
- Faustus Prágában. Molnár Albert prágai megkísértésének dialógusokba és jambusokba szedett története; Kalligram, Pozsony, 2005

### Překlady
- Vilém Závada válogatott versei (1977)
- Vladimír Mináč: Összefüggések (1980)
- Lubomír Feldek: Virradat a ceruza körül (1980)
- Pavol Országh Hviezdoslav: Az erdőőr felesége (1983)
- Vjačeslav Grigorjevič Sutejev: A kerekek (1984)
- Vladimír Holan: Éjszaka Hamlettel (poemy českého básníka v maďarštině; 2000)
- Mintha erdei állat volna és angyal (2002)

### Studie
- Az irodalom valósága. Tanulmányok, kritikák, jegyzetek; Madách, Bratislava, 1970
- Szavak barlangjában (1980)
- Régi költők, mai tanulságok (1984)
- Escorial Közép-Európában. Esszék és tanulmányok; Madách, Pozsony, 1992
- Pozsonyi páholy; Kalligram, Pozsony, 1994
- Egy diófa és környéke. Irodalomtörténeti tanulmányok (1995)
- Tóth László: Szó és csend. Tizenegy beszélgetés. Csiki László, Fodor András, Géczi János, Kukorelly Endre, Petőcz András, Somlyó György, Tornai József, Tőzsér Árpád, Vasadi Péter, Vörös István, Zalán Tibor; JAMK–Új Forrás Szerk, Tatabánya, 1996 (Új Forrás könyvek)
- A homokóra nyakában (1997)
- Az irodalom határai = Hranice literatúry. / Cselényi László és Grendel Lajos művei s a határon túli magyar irodalom kérdésköre = Diela Lászlóa Cselényiho a Lajosa Grendela a problematika mad'arskej literatúry za hranicami Mad'arska a v Mad'arsku; szlovákra ford. Görözdi Judit et al.; Kalligram, Pozsony, 1998 (Dialógus könyvek)
- A nem létező tárgy tanulmányozása. Az irodalomról, vegyes műfajban; Kalligram, Pozsony, 1999
- Milétoszi kumisz. Tanulmányok, kritikák, jegyzetek; Kalligram, Pozsony, 2004
- A Matrjoska-baba szubjektuma. Esszék, jegyzetek, interjúk; Madách-Posonium, Pozsony, 2005
- A könyv színe előtt. Válogatott irodalomtörténeti tanulmányok, kritikák, esszék, jegyzetek, interjúk. 1970–2012; Pesti Kalligram, Budapest, 2015
- Vagyonos apáink. Balassi Bálinttól Mikszáth Kálmánig. Irodalomtörténeti tanulmányok és esszék; Magyar Napló–Írott Szó Alapítvány, Budapest, 2021 (Rádiusz könyvek)

## Ocenění
- Madách Imre-díj (1980, 1981, 1985)
- Érdemes művész (1988)
- Fábri Zoltán-díj (1991)
- József Attila-díj (1993)
- Cena Svazu slovenských spisovatelů / Szlovák Írók Szövetsége díja (1993)
- Maďarský záslužný kříž (1996)
- Év Könyve-díj (1996, 2005)
- Déry Tibor-díj (1996)
- Kemény Zsigmond-díj (1996)
- Ady Endre-díj (1997)
- Mikes Kelemen-díj (1999)
- Arany János-díj (2002)
- Füst Milán-díj (2002)
- Alföld-díj (2003)
- Tiszatáj-díj (2003)
- Kossuth-díj (2004)
- Magyar Művészetért díj (2004)
- Řád Ľudovíta Štúra, III. třída (2004)
- Bárka-díj (2008)
- Salvatore Quasimodo-emlékdíj (2009)
- A Nemzet Művésze (2014)
- Artisjus Irodalmi Díj – nagydíj (2016)
- Magyar Örökség díj (2023)[2]